# Толбо
Толбо е езеро в Монголия, Баян Йолгий.
Площта на езерото е 84 km2. Водният обем е 0,571 km3. Размерът на езерото е 21 × 7 km. Максималната дълбочина е 12 m. Намира се на височина 2079 m над морското равнище.
Замръзва в периода от октомври до май. Има различни видове птици, между които ловен сокол, звънарка, поен лебед, обикновена калугерица, голям корморан, планинска гъска, червен ангъч.